# Христо Ботев (квартал на София)
 Тази статия е за квартала на София.  За други значения вижте Ботев.  
Христо Ботев е квартал на София. Намира се в близост до „Ботевградско шосе“ и Летище София, част е от район „Слатина“ на Столичната община.
Това е един от кварталите на София с компактно ромско население. Голяма част от циганите в квартала са джоревци – подгрупа български цигани, които са българоезични и се самоопределят като българи.
Изградена е инфраструктура, има магазини, кафенета, интернет зала, басейн, средно училище по автотранспорт, детска градина, автосервизи, фризьорски салони. Кварталът има сериозна нужда от зелени площи и детски площадки, аптека и други социални придобивки, като спазване на законите. Към него функционира филиал на Първо РПУ СДВР на МВР, но престъпността е изключително висока.
В центъра на квартала през 2006 г. с помощта на министър Стефан Данаилов е издигнат паметник на българския поет Христо Ботев, чието име носи кварталът. Автор на скулптурата е Стефан Стефанов.
В кв. „Христо Ботев“ е осъществен първият успешен проект за строеж на 11 блокчета с жилища за социално слаби, в които са настанени 114 семейства. Право да ги населяват имат живеещи върху частен терен – техен или под наем. Апартаментите единствено се дават само под наем и не се продават. Общинските наеми са ниски и според бившия кмет на р-н „Слатина“ Орлин Пошев, настанените редовно плащат и ги поддържат в добро състояние.

## Улици и произход на имената им
| Път                       | Наречен на                                         | Местоположение |
| ------------------------- | -------------------------------------------------- | -------------- |
| „501“                     | –                                                  | Карта          |
| „502“                     | –                                                  | Карта          |
| „503“                     | –                                                  | Карта          |
| „504“                     | –                                                  | Карта          |
| „505“                     | –                                                  | Карта          |
| „506“                     | –                                                  | Карта          |
| „507“                     | –                                                  | Карта          |
| „508“                     | –                                                  | Карта          |
| „509“                     | –                                                  | Карта          |
| „510“                     | –                                                  | Карта          |
| „511“                     | –                                                  | Карта          |
| „512“                     | –                                                  | Карта          |
| „513“                     | –                                                  | Карта          |
| „514“                     | –                                                  | Карта          |
| „515“                     | –                                                  | Карта          |
| „516“                     | –                                                  | Карта          |
| „517“                     | –                                                  | Карта          |
| „518“                     | –                                                  | Карта          |
| „519“                     | –                                                  | Карта          |
| „520“                     | –                                                  | Карта          |
| „521“                     | –                                                  | Карта          |
| „523“                     | –                                                  | Карта          |
| „524“                     | –                                                  | Карта          |
| „525“                     | –                                                  | Карта          |
| „526“                     | –                                                  | Карта          |
| „527“                     | –                                                  | Карта          |
| „528“                     | –                                                  | Карта          |
| „530“                     | –                                                  | Карта          |
| „533“                     | –                                                  | Карта          |
| „554“                     | –                                                  | Карта          |
| „555“                     | –                                                  | Карта          |
| „557“                     | –                                                  | Карта          |
| „584“                     | –                                                  | Карта          |
| „Бесарабия“               | Бесарабия, област в Молдова и Украйна              | Карта          |
| „Витиня“                  | Витиня, проход в Стара планина                     | Карта          |
| „Владимир Минков – Лотко“ | Владимир Минков (1899 – 1936), комунистически деец | Карта          |
| „Георги Спасов“           | Георги Спасов (1891 – 1953), композитор            | Карта          |
| „Иван Недялков Шаблин“    | Иван Шаблин (1881 – 1925), комунистически деец     | Карта          |
| „Източна тангента“        | Изток, географска посока                           | Карта          |
| „Летоструй“               | „Летоструй“ (1909 – 1912), списание                | Карта          |
| „Мими Балканска“          | Мими Балканска (1902 – 1984), певица               | Карта          |
| „Поп Груйо“               | Грую Бански (1836 – 1908), революционер            | Карта          |
| „Саранци“                 | Саранци, село в Елинпелинско                       | Карта          |
| „Стоян Попов“             | Стоян Попов (1866 – 1939), писател                 | Карта          |

## Известни личности
- Ваня Григорова (р. 1978), политик[4]